# Гёксюр
Гёксюр, Геоксюр (туркм. Göksüýri) — большое древнеземледельческое поселение в старой дельте р. Теджен, полностью относящееся к IV тысячелетию до н. э. Расположено недалеко от одноимённой станции между городами Теджен и Мары в Туркменистане.

## Описание памятника

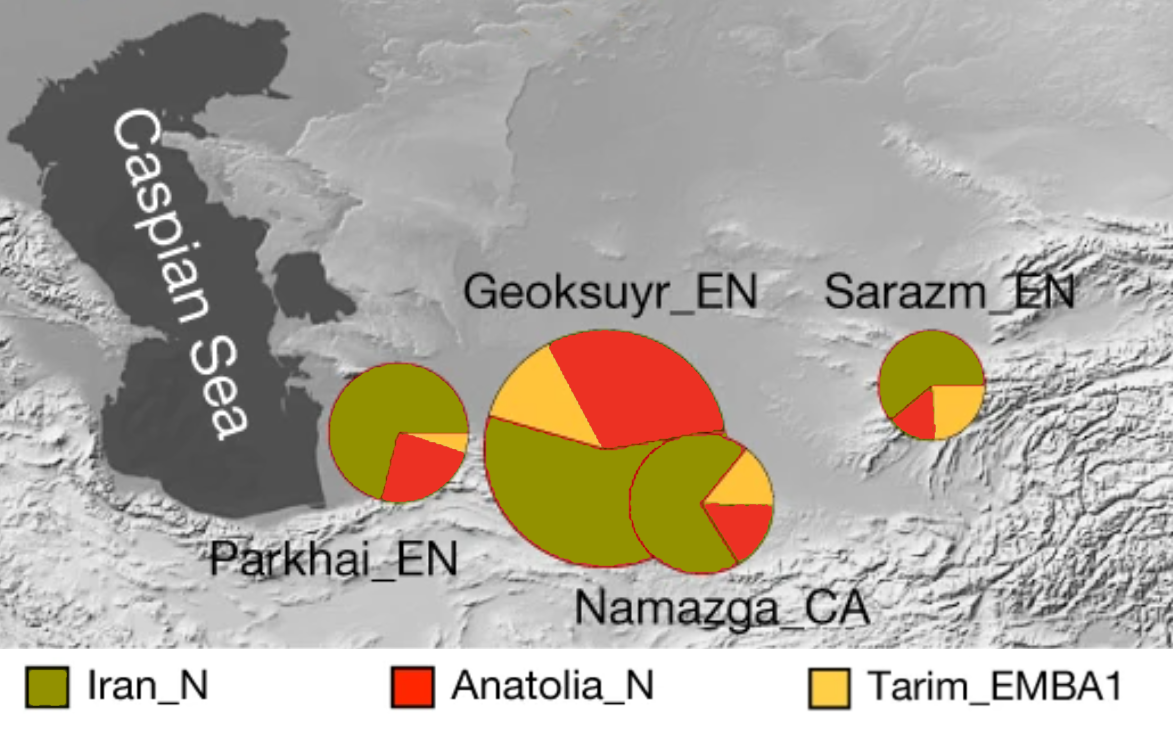
Гёксюр

Площадь памятника достигает 12 га при высоте свыше 10 м над окружающей местностью. Поселение состояло из многокомнатных домов, разделенных узкими улочками. Все дома выстроены из стандартного, прямоугольного сырцового кирпича. Материальная культура Гёксюра отличается великолепной расписной тонкостенной керамикой, украшенной сложным и многоцветным геометрическим орнаментом. В этом отношении керамика Гёксюрского стиля резко отличается от современной ей керамики других областей древнего Туркменистана.
Еще одной особенностью Гёксюра является его коропластика (изготовление миниатюрных женских статуэток из обожженной глины) с выработанным типом всегда сидящих терракотовых фигурок нередко со сложными высокими прическами. Однотипные лица всегда имеют большие, выступающие носы, возможно передающие антропологический тип населения. Наряду с такими многочисленными изваяниями есть и единичные мужские изображения, нередко с осевыми шлемами на голонах. Если женские фигурки символизировали богиню-мать, то мужские скорее всего передают образы военных вождей или предводителей. Третьей особенностью Гёксюра — это ранее неизвестные здесь погребальные сооружения в виде купольных пустотелых гробниц с групповыми захоронениями (толосами). Возможно, они служили своего рода семейными склепами.

## Другие памятники
Вокруг Гёксюра в древней дельте Теджена было ещё несколько поселений. Девять из них исследованы археологами, а некоторые имеют также народные названия. Это Пашлыджи-депе, Акча-депе, Айна-депе, Ялангач-депе, Муллали-депе и Чонг-депе. Вместе они составляли некогда плодородный Гёксюрский оазис, обитатели которого были в числе пионеров строительства оросительных каналов. Во всяком случае, обнаруженные здесь следы ирригационной сети эпохи энеолита — одни из древнейших в мире. С помощью искусственных каналов, отведенных из русел Теджена, орошалось около 50 га, что гарантировало Гёксюрцам относительно устойчивые урожаи ячменя. Поселения оазиса на протяжении многих веков существования прошли эволюцию от укрепленных деревень с однокомнатными хижинами до поселков «протогородского» типа — более сложной по планировке совокупности кварталов, застроенных многокомнатными домами.
Поселения Гёксюрского оазиса были обнесены высокими стенами, включающими в себя сторожевые башни, они также имели оборонительные рвы.
Несколько южнее памятников Гёксюрского оазиса находится поселение Хапуз, существовавшее в течение всего III тысячелетия. Оно занимает площадь почти 10 га и возвышается на 7 м над местностью. Сюда переселились гёксюрцы после того, как северная часть древней дельты Теджена пересохла, в окрестностях Хапуза некоторые протоки продолжали действовать. Окончательно жизнь ушла отсюда вместе с водой в первой половине II тысячелетия до н. э.
В последнее время открыт новый памятник бронзового века в 15 км к югу от Хапуз-депе. Его название Бердысычран-депе. Общая площадь Бердысычран-депе составляет приблизительно 15 га.